# Арнос-гроув (станція метро)
51°36′58″ пн. ш. 0°08′00″ зх. д. / 51.616111° пн. ш. 0.133333° зх. д.
Арнос-гроув (англ. Arnos Grove) — станція лінії Пікаділлі Лондонського метро. Розташована у 4-й тарифній зоні, у районі Арнос-гроув, між станціями — Боундз-Грін та Саутгейт. Пасажирообіг на 2017 рік — 4.61 млн осіб.

## Історія
- 19 вересня 1932: відкриття станції як кінцевої
- 13 березня 1933: продовження лінії до Оуквуд

## Пересадки
- На автобуси London Buses маршрутів: 34, 184, 232, 251, 298, 382 та нічний маршрут N91[4]
- На залізничну станцію Нью-Саутгейт.

## Послуги
| Попередня станція | Лінія | Лінія                            | Лінія | Наступна станція |
| ----------------- | ----- | -------------------------------- | ----- | ---------------- |
| Боундз-Грін       |       | Лондонське метро Лінія Пікаділлі |       | Саутгейт         |